# Zalman Shneour

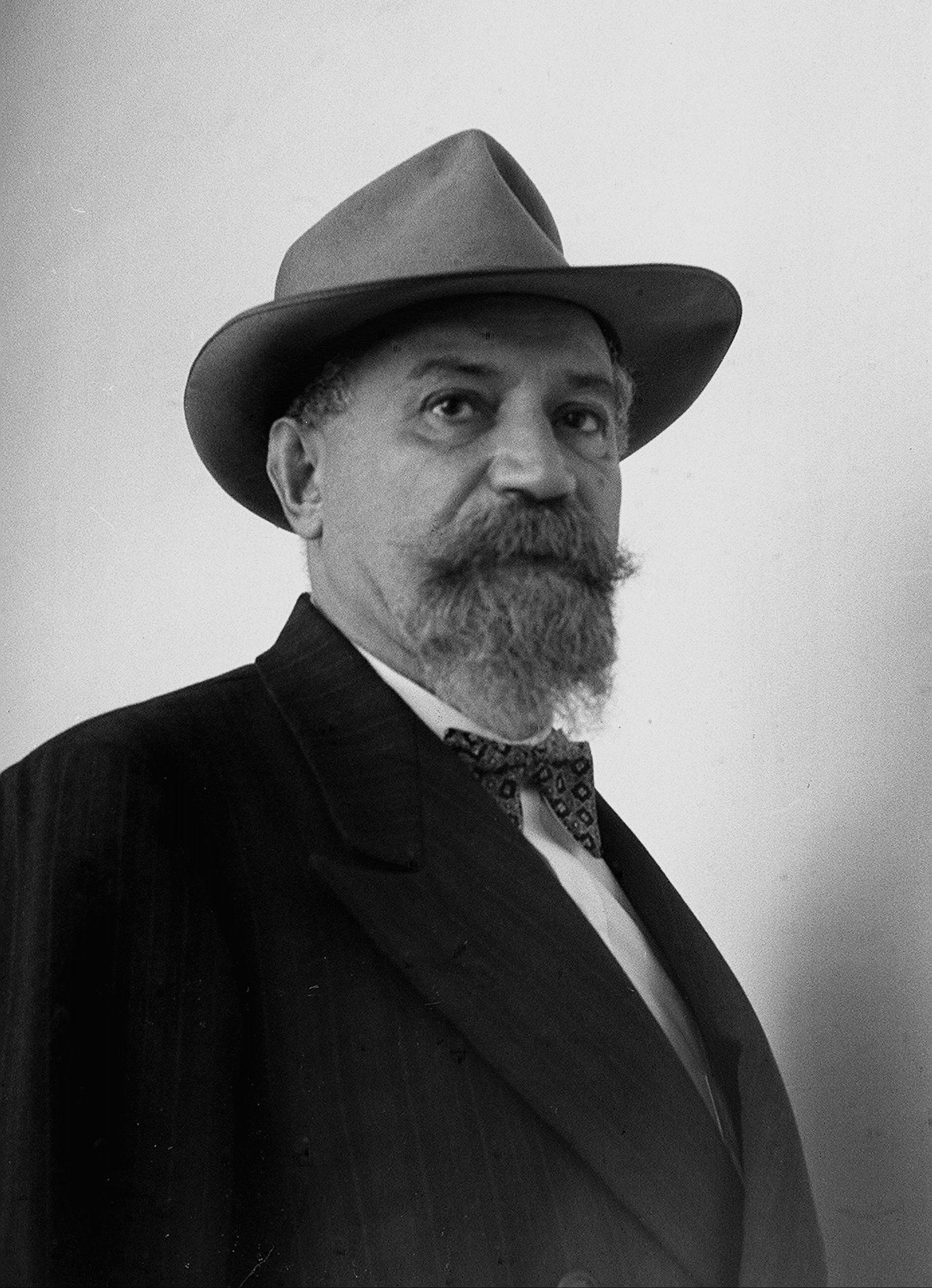
Zalman Shneour

Zalman Shneour (hebräisch זלמן שְׁנֵיאוּר; deutsch Salman Schneur; geboren als Salkind Schneur am 11. Februarjul. / 23. Februar 1886greg. in Schklow, Russisches Kaiserreich; gestorben 20. Februar 1959 in New York) war ein bekannter jiddischer und hebräischer Dichter. Er war für den Literatur-Nobelpreis nominiert.

## Leben und Wirken
Er war wahrscheinlich ein Nachkomme des berühmten chassidischen Rabbi Schneur Salman. Salkind Schneur wuchs in einer traditionellen jüdischen Familie in Schklow auf und besuchte eine Cheder-Schule. 
1900 zog er nach Odessa, wo er Chaim Nachman Bialik begegnete, der später der bedeutendste hebräische Dichter seiner Zeit wurde. Dieser unterstützte ihn seitdem. 1902 zog Zalman Schneour nach Warschau und 1904 nach Wilna. In dieser Zeit veröffentlichte er erste literarische Texte in hebräischer Sprache.
Um 1906 ging er zum Studium der Philosophie und Naturwissenschaften nach Bern, Genf und Paris. Ab 1907 lebte er wieder zeitweise in Warschau und reiste durch verschiedene Länder Europas. 

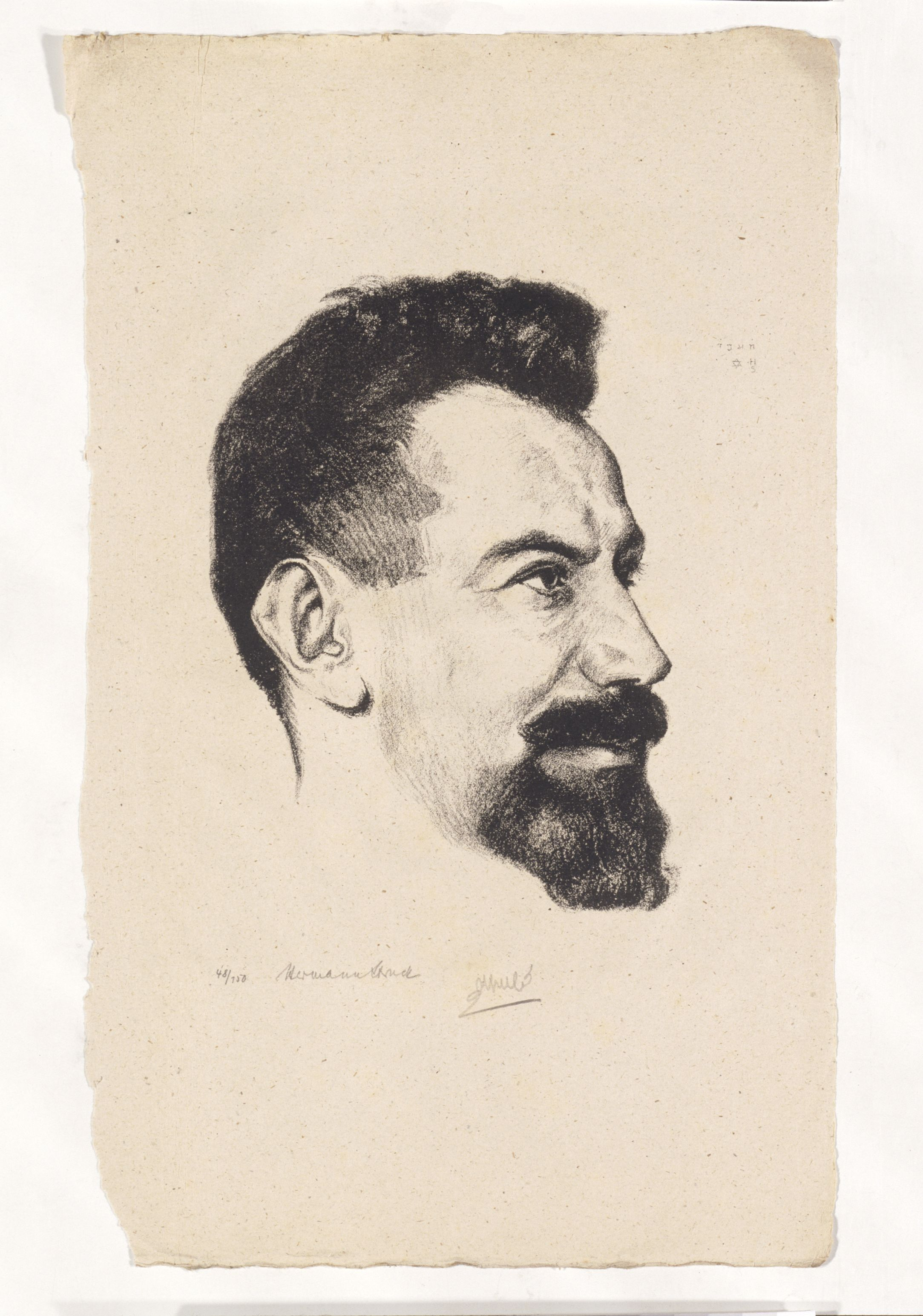
Salman Schneur, 1922, Zeichnung von Hermann Struck

Seit 1914 lebte Zalman Shneour in Berlin und studierte dort auch Medizin. 1919 zog er nach New York, kehrte aber bald danach nach Berlin zurück. Seit 1923 lebte er in Paris. Ein Versuch, sich 1925 in Palästina niederzulassen, schlug fehl und er kehrte nach Paris zurück. In den 1930er Jahren lebte er wieder in Vilnius. 
Um 1940 emigrierte Zalman Shneor nach New York. Seit den frühen 1950er Jahren hielt er sich auch öfter in Israel auf. 1951 wurde er für den Literatur-Nobelpreis vorgeschlagen. In diesem Jahr erhielt er den Bialik Prize und 1955 den Israel Prize.

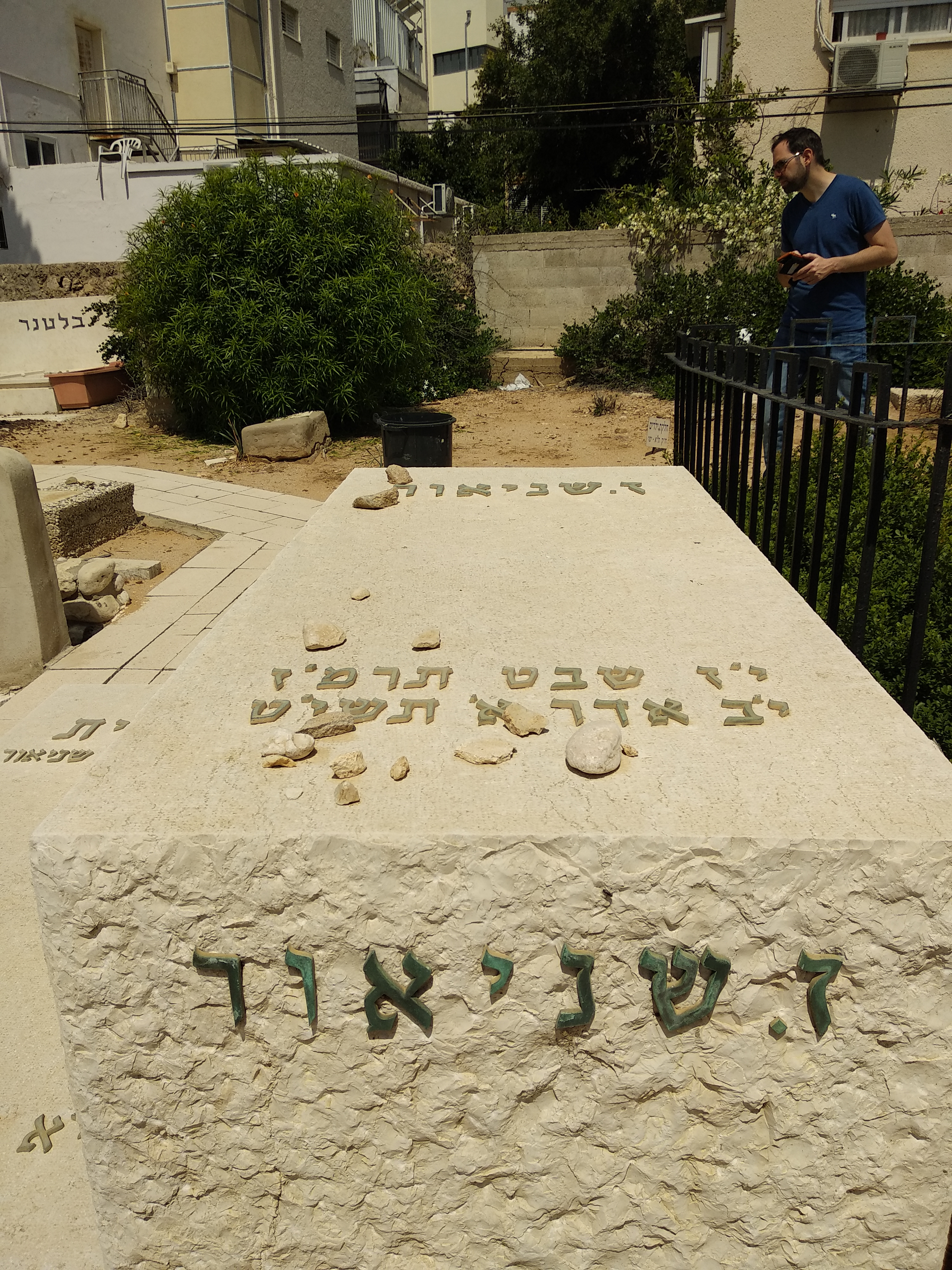
Grab von Zalman Shneour in Tel Aviv

Zalman Shneor ist auf dem Trumpeldor-Friedhof in Tel Aviv begraben.

## Werke

### Übersicht
Zalman Shneour veröffentlichte zahlreiche Bände mit Lyrik und Prosa in hebräischer und jiddischer Sprache. In den späten 1920er Jahren galt er als einer der bedeutendsten lebenden jüdischen Schriftsteller.

### Jiddische Werke
Es sind die meisten selbstständigen Werke in jiddischer Sprache in englischer Transliteration angegeben. Die Originale sind in hebräischer Schrift geschrieben.
- Gezamelte shriften [Gesammelte Schriften], Warschau 1908
- A toydt. shriften fun a zelbstmerder a tiref [Ein Tod. Schriften von einem Selbstmörder], Warschau 1909
- Gezamelte shriften [Gesammelte Schriften], Warschau 1910
- Proza un lieder [Prosa und Lieder], 1911
- Der fremder der shlof [Der Fremde, der schlief], New York 1918
- Gezamelte shriften, New York 1918
- Shklover yidn. novelen [Juden aus Schklow],  1920–1929
- Fun dem zeydns kval, Klal, Berlin 1922
- Sholem-Aleykhems ondeynken [Zum Andenken an Scholem Alejchem], Klal, Berlin 1922
- Ahin, Jalkut, Berlin 1923
- Feter Zhome, Vilnius 1930
- Tsurik fun Ostrog, Vilnius 1938
- Noyekh Pandre [Noah Pandre], 5 Teile,  Warschau 1938–1939; übersetzt in das Englische (1936) und Deutsche (1937), über einen Dorfmetzger und sein Schicksal
- Baym Dnieper [Am Dnjepr], Vilnius 1939
- Di vant [Die Wand], Vilnius 1939
- Keyser un rebi. historisher roman [Kaiser und Rabbi], 1944; über eine historische Begegnung zwischen Napoleon und dem Gaon von Wilna
- Fertsik yor. lider un poemen, 1945
- Pleytim-kinder. fun a dramatisher poeme, 1947
- A tog oylem-haze, 1948
- Di meshumedeste , 1948
- Shklover kinder. dertseylungen [Kinder aus Schklow. Erzählungen], 1951
- Der mamzer, 1957

### Hebräische Werke
Angegeben sind alle selbstständigen Publikationen in hebräischer Sprache in englischer Transliteration und mit englischen und deutschen Übersetzungen der Titel.
- Im Shki'at Ha-Hamah [At Sunset/Zum Sonnenuntergang], Warschau 1907, Gedichte
- Min Ha-Hayim Ve Ha-Mavet [From Life and Death/Von Leben und Tod], Tuszia, Warschau, 1910, Erzählungen
- Im Tzlilei Ha-Mandolina [To the Strains of the Mandolin/Zu den Klängen der Mandoline], 1912, Gedichte
- Shirim Ve-Poemot [Poems/Gedichte], Odessa 1914
- Gesharim [Bridges/Brücken], Hasefer, Berlin, 1922, Gedicht
- Hezionot [Visions/Visionen], Hasefer, Berlin, 1923, Gedichte
- Vilna [Vilnius], Hasefer, Berlin, 1923, Gedicht
- Pirkei Ya'ar [On Forests/In Wäldern], Dvir, 1933, Gedichte
- Anshei Shklov [The People of Shklov/Die Menschen von Schklow], Am Oved, 1944, Roman; nach den Erzählungen in jiddischer Sprache (1920–1929, 1951), übersetzt ins Französische, Russische und andere Sprachen, Erinnerungen an die Kindheit in Schklow
- Pandrei Ha-Gibor [Pandre the Hero/Pandre der Held], Am Oved, [ohne Jahr], Theaterstück (nach dem jiddischen Buch von 1938/39)
- Luhot Gnuzim [Hidden Tablets], Am Oved, 1948, Gedichte
- Le-Yaldei Israel [For the Children of Israel/Für die Kinder Israels], 1951
- Shirei Zalman Shneur [The Poems of Zalman Shneur/Die Gedichte von Salman Schneur], Am Oved, 1951, Gesammelte Gedichte
- Ha-Gaon Ve Ha-Rabbi [The Genius and the Rabbi/Der Genius und der Rabbi], 1953, Erzählungen
- Dor Dor Ve Anashav [Every Generation and its People/Jede Generation und ihre Menschen], Yavne, 1957, Erzählungen
- Shirim [Poems/Gedichte], Dvir, 1958
- Ha-Meshumedet [The Apostate], Dvir, Heksherim, 2015, Übersetzung von Di Meshumedeste (1948), jiddischer Roman

### Übersetzungen
Es gibt einige wenige Übersetzungen in englischer, französischer, russischer, deutscher und anderen Sprachen.
Deutsche Übersetzungen
Von Salman Schnëur wurde ein Roman ins Deutsche übersetzt.
Sein bekanntestes Lied Margaritkelekh [Margaritkelech/Gänseblümchen] wurde von Wolf Biermann als Margriten 2004 gesungen.
- Salman Schneur: Noah Pandre. Ein Roman. Aus dem Jiddischen übersetzt von Grete Fischer und Joseph Leftwich. Brandussche Verlagsbuchhandlung Berlin, 1937[3]

Englische Übersetzungen
- Noah Pandre, 1936
- Eve (play), New York, Philosophical Library, 1954
- Restless Spirit. Selected Writings, New York, Thomas Yoseloff, 1964